# Stopplaats Sint Anthoniedijk
Stopplaats Sint Anthoniedijk is een voormalige stopplaats aan de Oosterspoorweg in Amsterdam. De halte was geopend van 1 augustus 1882 tot 15 mei 1896.
De stopplaats lag bij de overweg in de Sint Anthoniedijk (de latere Zeeburgerdijk) en de brug over het Loozingskanaal. Treinen stopten alleen op verzoek. Hoewel de Oosterspoorweg begon op Amsterdam Centraal, was het eerste gedeelte tot aan de Sint Anthoniedijk nog met medewerking van de Staat aangelegd: pas bij de stopplaats Sint Anthoniedijk begon het trajectdeel dat geheel door de HIJSM zelf was gebouwd.
De ligging van de stopplaats aan het drukke traject naar Amsterdam Centraal bleek niet ideaal. Daarom werd de stopplaats in 1896 vervangen door het rustiger gelegen eerste station Amsterdam Muiderpoort, waar treinen gingen stoppen volgens de dienstregeling in plaats van op verzoek.